# Siebenbürgische Schule

Figurengruppe „Școala Ardeleană“ in Cluj-Napoca, von Romulus Ladea. Von links nach rechts: Samuil Micu, Gheorghe Șincai und Petru Maior.

Die Siebenbürgische Schule (rumänisch Școala Ardeleană) war eine kulturelle Bewegung in der zweiten Hälfte des 18. Jahrhunderts und im 19. Jahrhundert in Siebenbürgen. Sie nahm ihre Anfänge, nachdem um 1700 die griechisch-orthodoxe Kirche in Siebenbürgen ihre Unterordnung zum Phanar aufgab und sich mit Rom unierte und somit zur Rumänischen griechisch-katholischen Kirche wurde. Die neuen Kontakte mit Rom brachten den Rumänen in Transsylvanien die Ideen des Zeitalters der Aufklärung. Größere Zentren der Bewegung befanden sich in Blaj, Oradea, Lugoj, Beiuș und Năsăud.

## Entstehung und Einfluss
Die Mitglieder der Siebenbürgischen Schule waren die ersten Rumänen, die die Rumänische Ethnogenese von einem wissenschaftlichen Standpunkt aus betrachteten. Sie brachten historische und philologische Argumente für die Theorie einer direkten Abstammung der heutigen Rumänen von der ehemaligen römischen Bevölkerung Dakiens (die so genannte Dako-romanische Kontinuitätstheorie).
Eine der ersten Unternehmungen dieser Bewegung war 1791 die Verfassung des Supplex Libellus Valachorum.
Die Siebenbürgische Schule hatte beträchtliche Auswirkungen auf das Selbstverständnis der Rumänen im Karpatenbecken und auch auf jene jenseits der Berge; es entstand ein rumänisches Nationalbewusstsein bzw. ein rumänischer Nationalismus sowie Latinismus. Die Verse der heutigen Hymne Rumäniens (Deșteaptă-te, române!) entstanden in dieser Zeit und bildeten zuallererst die siebenbürgische Hymne.
Ein weiteres Projekt der Siebenbürgischen Schule war die Einführung der lateinischen Rechtschreibung auf Rumänisch anstelle des Rumänisch-kyrillischen Alphabets. Die Schule entwickelte auch das gegenwärtige, auf dem Lateinischen Alphabet basierende, Rumänische Alphabet, welches 1860 das bis dahin benutzte Alphabet auf kyrillischer Basis ablöste. Die Aussprachregeln wurden vom Italienischen und Französischen abgeleitet. Grundlagen der neuen Regeln wurden in dem des ersten viersprachigen Wörterbuchs der rumänischen Sprache, des lexiconul de la Buda (rumänisch für das Wörterbuch von Buda), festgehalten.
Durch Lautwandel wurde aus den Vokalen i, a und u teilweise der Vokal ɨ. Philologen schlugen nun eine etymologische Schreibung vor, nach der das Alphabet für ein und denselben Laut ɨ sowohl einen Buchstaben î als auch die Buchstaben â und û enthalten solle, um Wörter lateinischen Ursprungs dementsprechend schreiben zu können. So sollte beispielsweise rumänisch în mit î geschrieben werden, da es von lat. in abstammt, rumänisch sûnt mit û, da es von lat. sum abstammt und român mit â, da es auf lat. romanus zurückzuführen ist.
Ein anderer spürbarer Beitrag der Schule betrifft den ersten Sprachgebrauch von französischen und italienischen Neologismen.

## Bekannte Vertreter der Bewegung
- George Bariț
- Ion Budai-Deleanu
- Petru Maior
- Samuil Micu
- Gheorghe Șincai

Alle genannten Vertreter taten sich auch durch ihre Beiträge zur rumänischen Geschichte und durch wissenschaftliche und populärwissenschaftliche Arbeiten hervor.